# Діонізіє Дворнич
Діонізіє Дворнич (сербохорв. Dionizije Dvornić, 27 квітня 1926, Поповаць — 30 жовтня 1992, Веве) — югославський футболіст, що грав на позиції нападника, зокрема за клуб «Динамо» (Загреб), а також національну збірну Югославії.

## Клубна кар'єра
У дорослому футболі дебютував 1947 року виступами за команду клубу «Осієк», в якій провів два сезони. 
Своєю грою за цю команду привернув увагу представників тренерського штабу клубу «Динамо» (Загреб), до складу якого приєднався 1949 року. Відіграв за «динамівців» наступні шість сезонів своєї ігрової кар'єри. У складі загребського «Динамо» був одним з головних бомбардирів команди, маючи середню результативність на рівні 0,4 голу за гру першості. 1955 року перейшов до іншого місцевого клубу, «Загреба», за який виступав протягом чотирьох сезонів.
1959 року переїхав до Швейцарії, де спочатку два роки грав за вищолігову «Лозанну», а згодом завершував кар'єру у клубі «Веве», що грав у другому, а згодом й третьому швейцарських дивізіонах.
Заевршивши кар'єру 1965 року, залишився у Швейцарії, де й помер 30 жовтня 1992 року на 67-му році життя.

## Виступи за збірну
1953 року дебютував в офіційних матчах у складі національної збірної Югославії. Протягом кар'єри у національній команді, яка тривала 2 роки, провів у формі головної команди країни 6 матчів, забивши 1 гол.
У складі збірної був учасником чемпіонату світу 1954 року у Швейцарії, де виходив на поле в одній грі групового етапу, в якій його команда зіграла внічию 1:1 з бразильцями.